# NYX Professional Makeup

NYX Professional Makeup, anciennement NYX Cosmetics, est une marque américaine de produits cosmétiques créée en 1999 à Los Angeles par Toni Ko, et propriété du groupe L'Oréal depuis 2014.

## Historique
Originaire de Corée du Sud et ayant emménagée à 13 ans aux États-Unis[réf. nécessaire], Toni Ko fonde NYX Cosmetics en 1999[réf. nécessaire] grâce à un prêt de 250 000 $ de ses parents[réf. nécessaire]. 
La dénomination de la marque fait référence à une déesse grecque de la nuit Nyx[réf. nécessaire].
Les premiers produits sont des crayons pour les yeux. D'abord destinée aux professionnels du maquillage, la gamme est ensuite distribuée en magasins spécialisés, grandes surfaces, drugstores et quelques boutiques en propre. La marque vise alors un marché grand public et connait un large développement aux États-Unis, appuyée par une communication à base de réseaux sociaux. Nyx sert d'ailleurs de modèle aux autres marques du groupe L'Oréal concernant le développement de la communication sur ces supports digitaux.
En 2014, L'Oréal acquiert NYX Cosmetics pour 500 millions de dollars.
Avant tout destinée à être commercialisée sur le web, depuis son rachat par L'Oréal, la marque a ouvert plus d'une dizaine de boutiques en France, ainsi qu'en Belgique.

## En France
En 2016, la marque est lancée en France. Elle compte un réseau de 28 boutiques, réparties sur tout le territoire et dispose d’un site de vente en ligne. 
Les produits NYX Professional Makeup sont également distribués dans les enseignes Monoprix[pertinence contestée]. 

## Produits
NYX Professional Makeup propose des produits de maquillage pour le teint, pour les yeux, et les lèvres, dont certains ont des formules végan[source secondaire souhaitée]. La marque vend également des produits destinés aux professionnels du maquillage.

## Partenariats
En 2019, NYX Professional Makeup devient partenaire officiel du festival Coachella. 
En 2020, NYX Professional Makeup lance des produits en partenariat avec la série Netflix Les Nouvelles Aventures de Sabrina. 
La marque est partenaire de plusieurs écoles de maquillage en France et dans le monde, comme les écoles Pigier Création, ou ITM Paris[source secondaire souhaitée].

## Relation avec les professionnels du maquillage
Depuis sa création, NYX Professional Makeup revendique ses liens avec le monde professionnel du maquillage.
Tous les ans, la marque organise les Face Awards dans les pays où elle est distribuée. Il s’agit d’un concours de maquillage qui récompense le maquilleur artistique le plus talentueux de l’année[source secondaire souhaitée]. 
En 2019, NYX Professional Makeup lance une collection de maquillage en collaboration avec la maquilleuse Ve Neill, connue dans le monde du cinéma.